# Пальма (оружие)

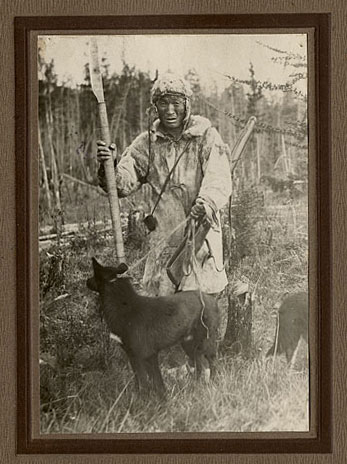
Эвенк с пальмой

Па́льма, палма, палёмка — сибирское древковое оружие типа глефы. Представляет собой однолезвийный ножевидный наконечник с хвостовиком, закреплённый на длинном древке.

## Этимология
Пальма или палма — русское название оружия, у сибирских народов для его обозначения использовались свои термины. Якуты его называли — батыйа (короткий вариант — хотохон, средний — батыга, длинный — батас); эвенки — кото; ханты — пал; кеты — ус; удэгейцы — сагди гида; эвенки, орочи — гида; нанайцы — давамагда; энцы — лаку; нивхи — лахтъ. Русское название связано с деревом и известно по источникам XVII века:
«И те де аманаты к ним и выбежали и с колотками, и за ними кинулся, побежал было казак, которой у них сидел, Дружинко Иванов. И того казака те тунгусы пальмами тут искололи» (1646).

## Конструкция
Размеры оружия могли быть различными, в зависимости от конкретного народа. Кроме того, у некоторых народов применялось несколько его разновидностей. Длина древка обычно составляла от 1 до 1,5, изредка до 2 м. Металлический наконечник пальмы отличался скруглённым лезвием и прямо направленным остриём. Клинок в сечении был треугольным. К древку крепился с помощью хвостовика, после чего место крепления обматывалось сухожилиями или кожей. Изредка применялись втулочные наконечники. Длина клинка была весьма разнообразна и в коротких модификациях составляла 10—20 см, в средних — 30—40, а в длинных — 50—70 см.

## Применение
Пальмы, по одной из версий, появились в XII—XIV веках в Южном Приангарье. Широкое распространение это оружие получает в позднем средневековье, возможно, вытесняя топоры и копья. Это оружие выполняло функции одновременно копья, ножа и топора. В лесу пальмы использовались для расчистки дороги. Были важным охотничьим оружием, особенно при забое оленей во время переправы. Также имели боевое назначение.
В XVII веке в качестве оружия пальмы применялись не только сибирскими народами, но и русскими. Например, в 1676 году якутский воевода Андрей Барнешлев писал царю: «Иноземцы, государь, Якуты и Тунгусы, куяки и палмы, и копья, и топоры, и ножи сами делают, и для твоих государевых служеб у Якутов в твою, великого государя, казну служилым людям куяки емлют». В настоящее время пальмы сохраняют незначительное охотничье значение.